# Auto Union
Auto Union AG, Chemnitz byl první automobilový koncern v Německu.

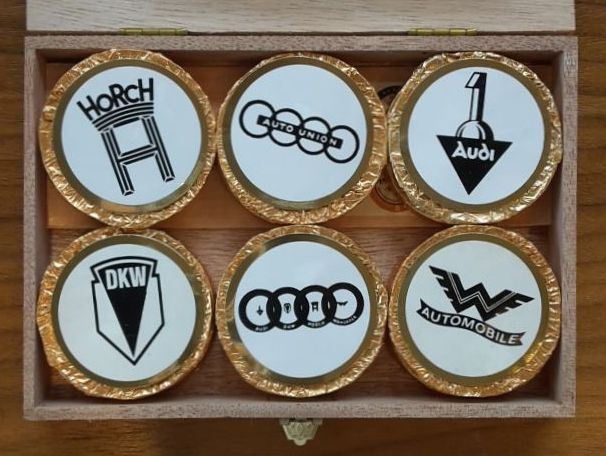
značky propletených kruhů Auto Union:
Audi, DKW, Horch a Wanderer

## Historie
Společnost Auto Union byla z finančních důvodů způsobených Velkou hospodářskou krizí založena 29. června 1932 (zpětně k 1. listopadu 1931) spojením podniků Audi, DKW, Horch a Wanderer. Jejím znakem se staly čtyři propletené kruhy, symbolizující jednotlivé členy. Spolu s nápisem AUTO UNION přibyly na chladič k původnímu znaku každé ze značek a prozrazovaly příslušnost ke koncernu. Automobilky se vhodně doplňovaly a vyráběly vozy pod svými jmény. Samotné logo se používalo jen při závodech Grand Prix (1934-1939), kde byly závodní vozy Auto Union rovnocennými soupeři Mercedesu.
Před 2. světovovu válkou byl koncern Auto Union po Adam Opel AG druhým největším německým výrobcem automobilů. Po válce se jeho továrny nacházely v okupační zóně SSSR, který si odvezl jejich zařízení v rámci poválečných reparací. Vedení uprchlo na západ rozděleného Německa, aby pokračovalo ve výrobě. Obnova zničeného hospodářství potřebovala v době nedostatku levnou dopravu. Auto Union vzkřísila značku DKW s tradicí cenově dostupných motorových vozidel s dvoudobými motory. Jejich výroba probíhala v Ingolstadtu a Düsseldorfu až do roku 1968. Odešlo do nich mnoho zaměstnanců saských továren ze Zwickau (továrny Audi a Horch), Chemnitz (továrna Wanderer, závod Siegmar) a Zschopau (továrna DKW).
Koncem 50. let byla DKW po značkách Volkswagen, Opel, Daimler-Benz a Ford pátým největším výrobcem automobilů v Německu. Tehdy převzal Auto Union Daimler-Benz, který zaznamenal zvyšující se zájem o vozy střední třídy a Auto Union začala poprvé označovat osobní vozy pouze svým samotným jménem. Kvůli klesajícím prodejům ji s továrnou v Ingolstadtu a projektem čtyřdobého motoru ale Daimler-Benz prodal značce Volkswagen a ponechal si Düsseldorfskou továrnou, kde vyráběl dodávkové automobily. Na základech DKW F 102 poté vzniklo první poválečné Audi F103.

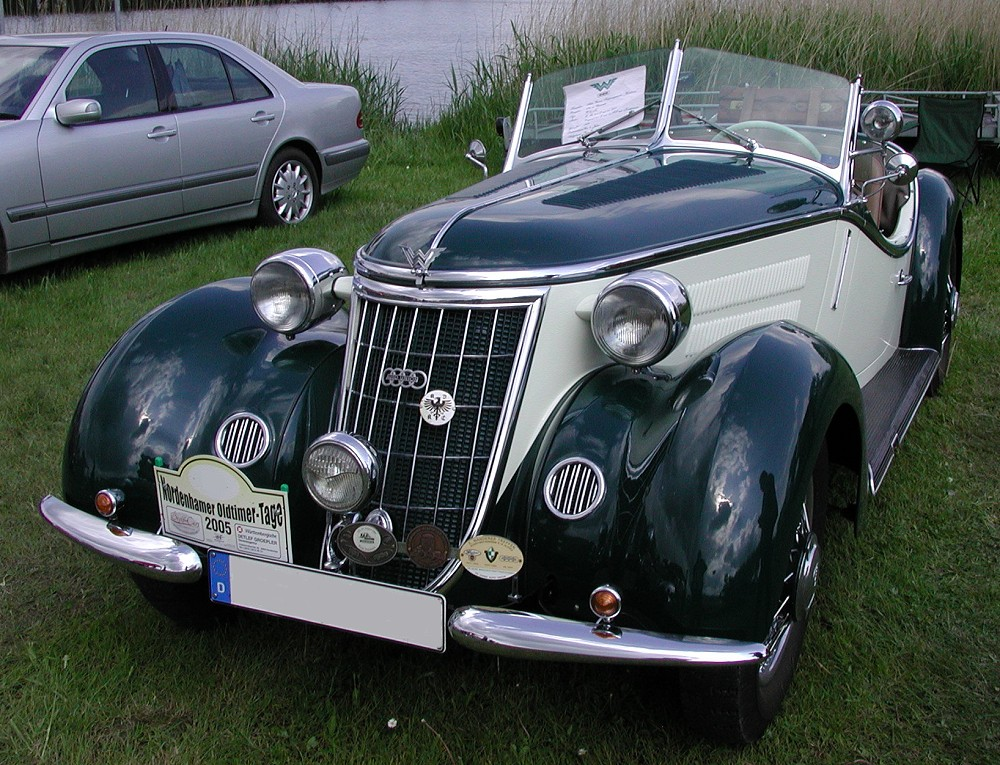
Wanderer
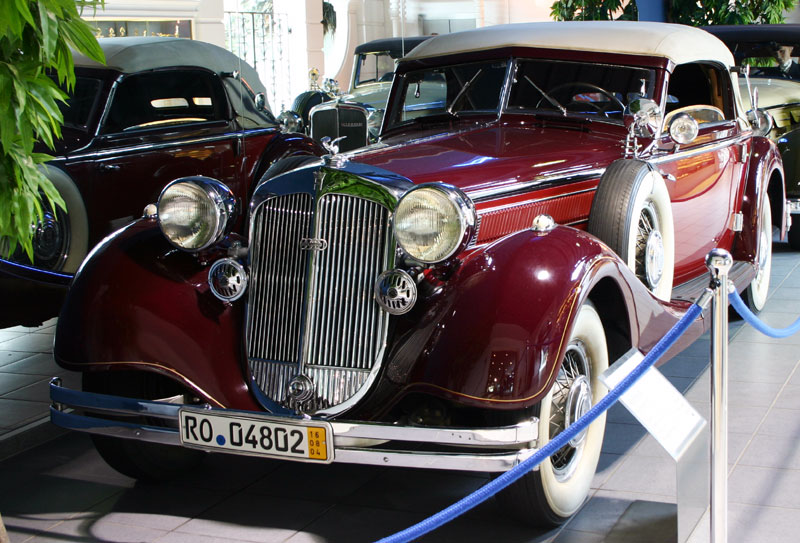
Horch
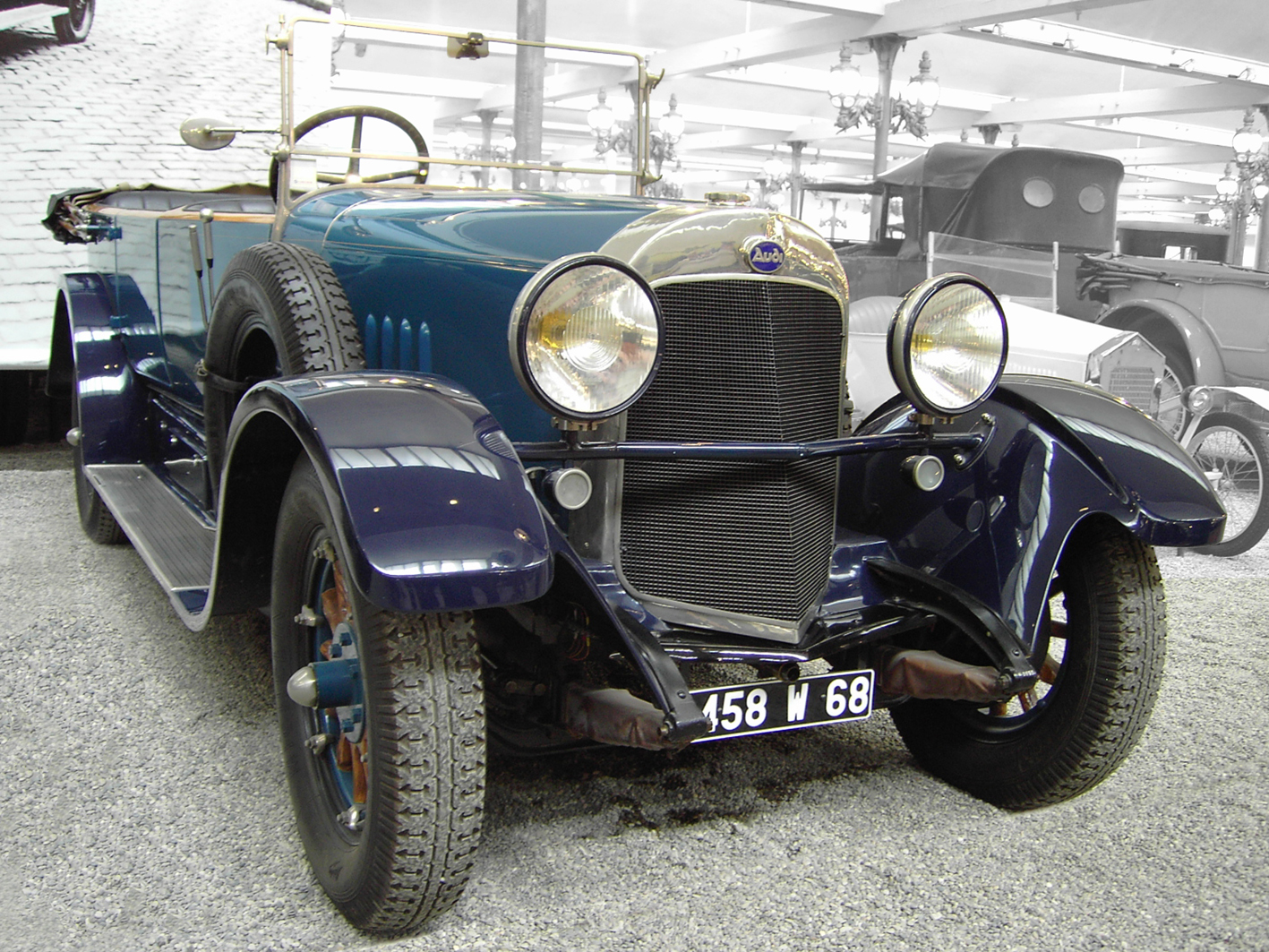
Audi
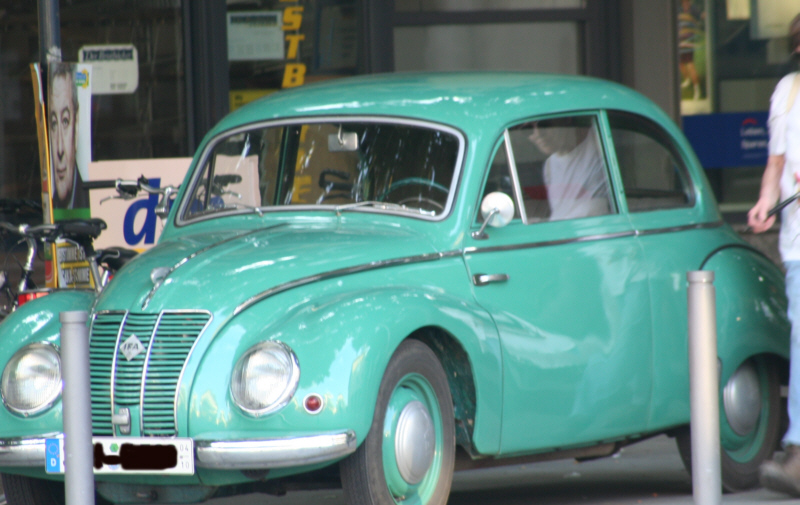
DKW IFA F9
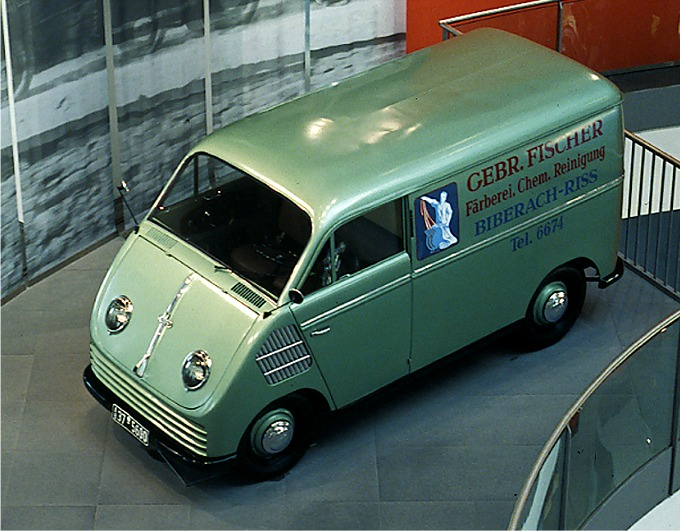
DKW-Schnelllaster
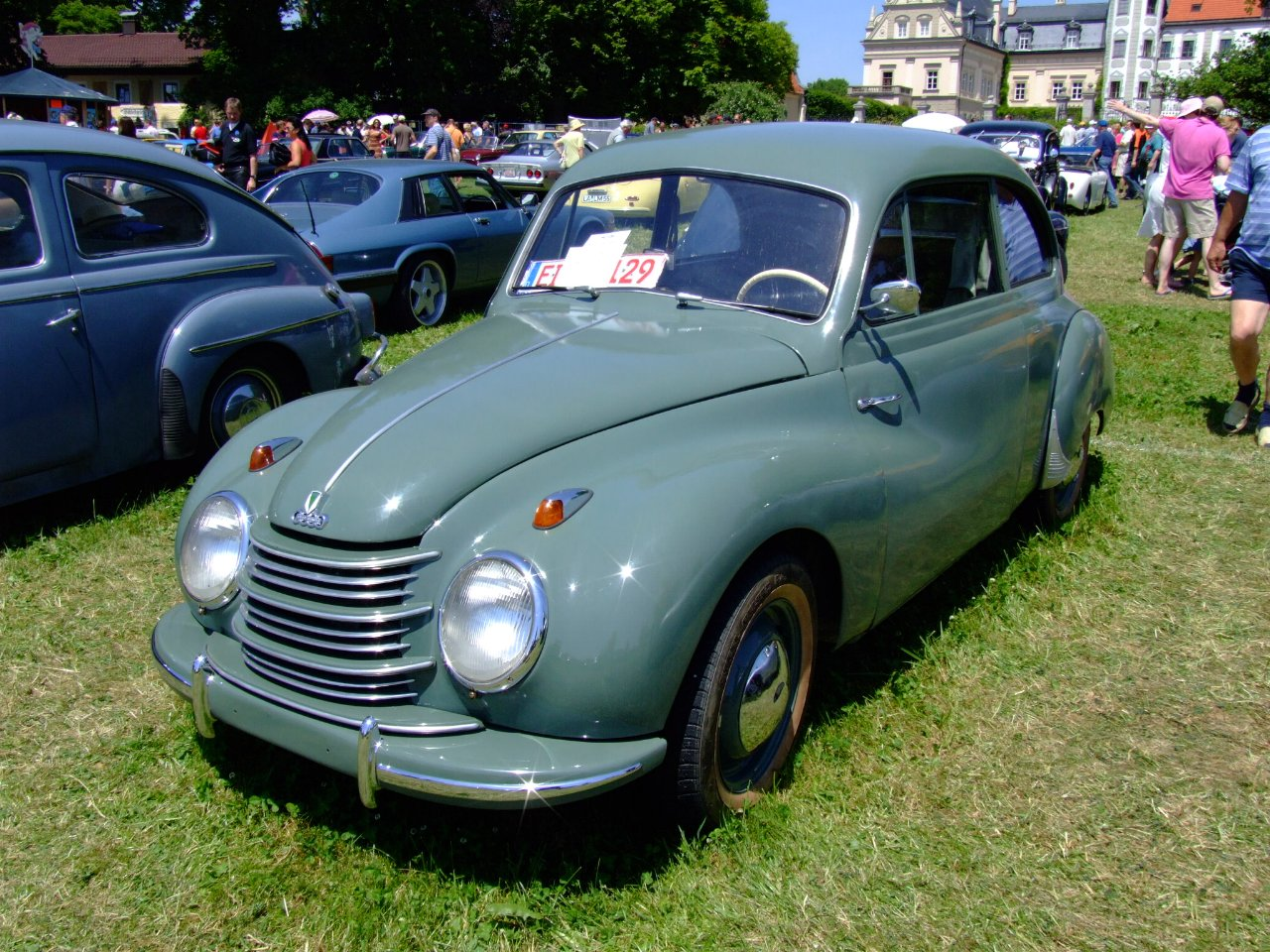
DKW Meisterklasse
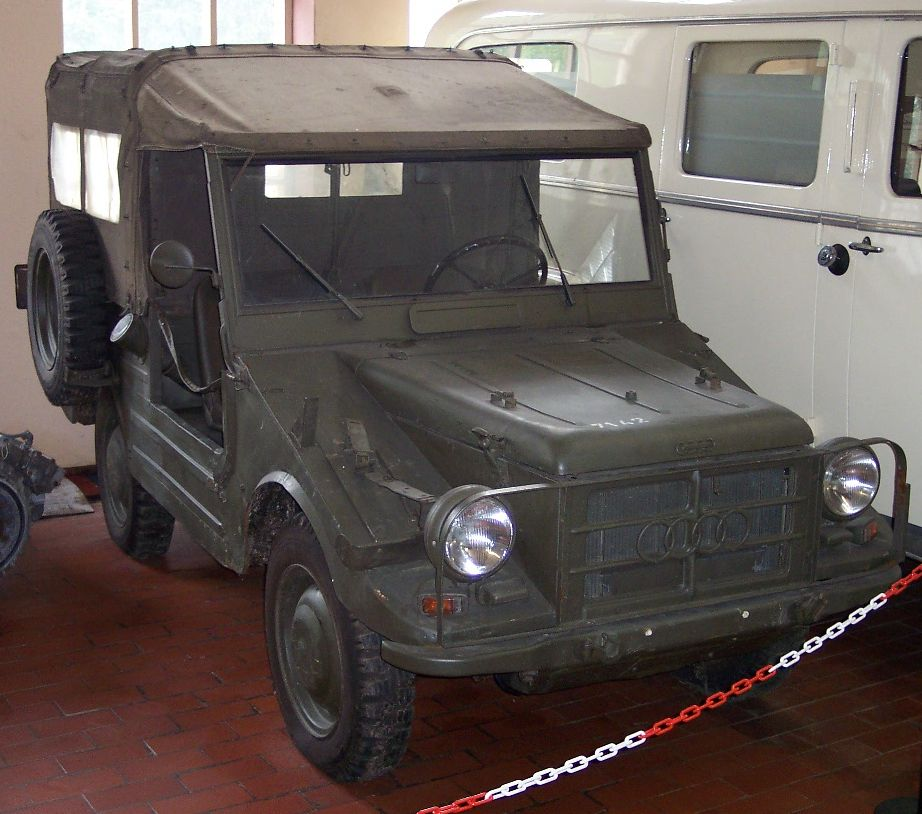
DKW Munga
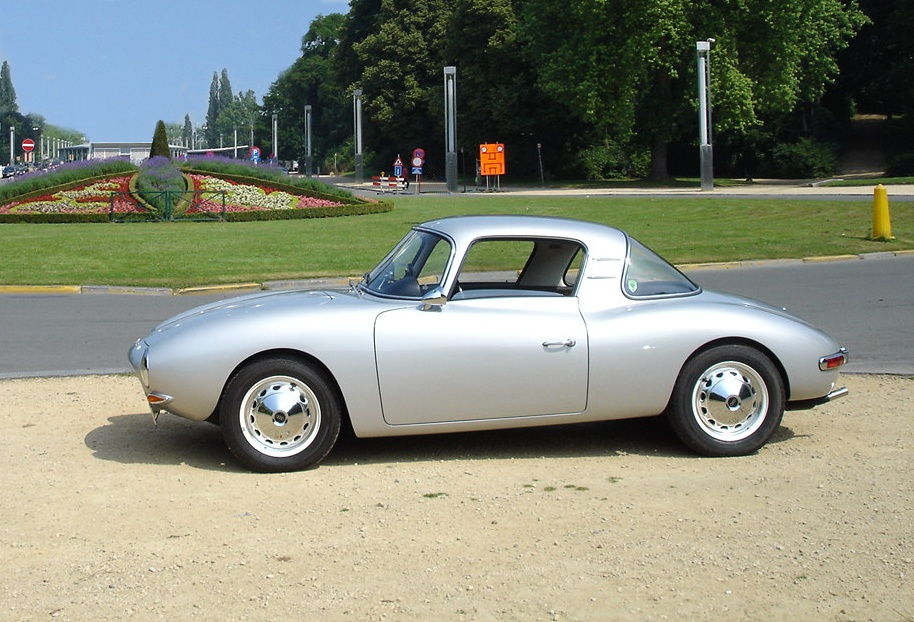
DKW Monza
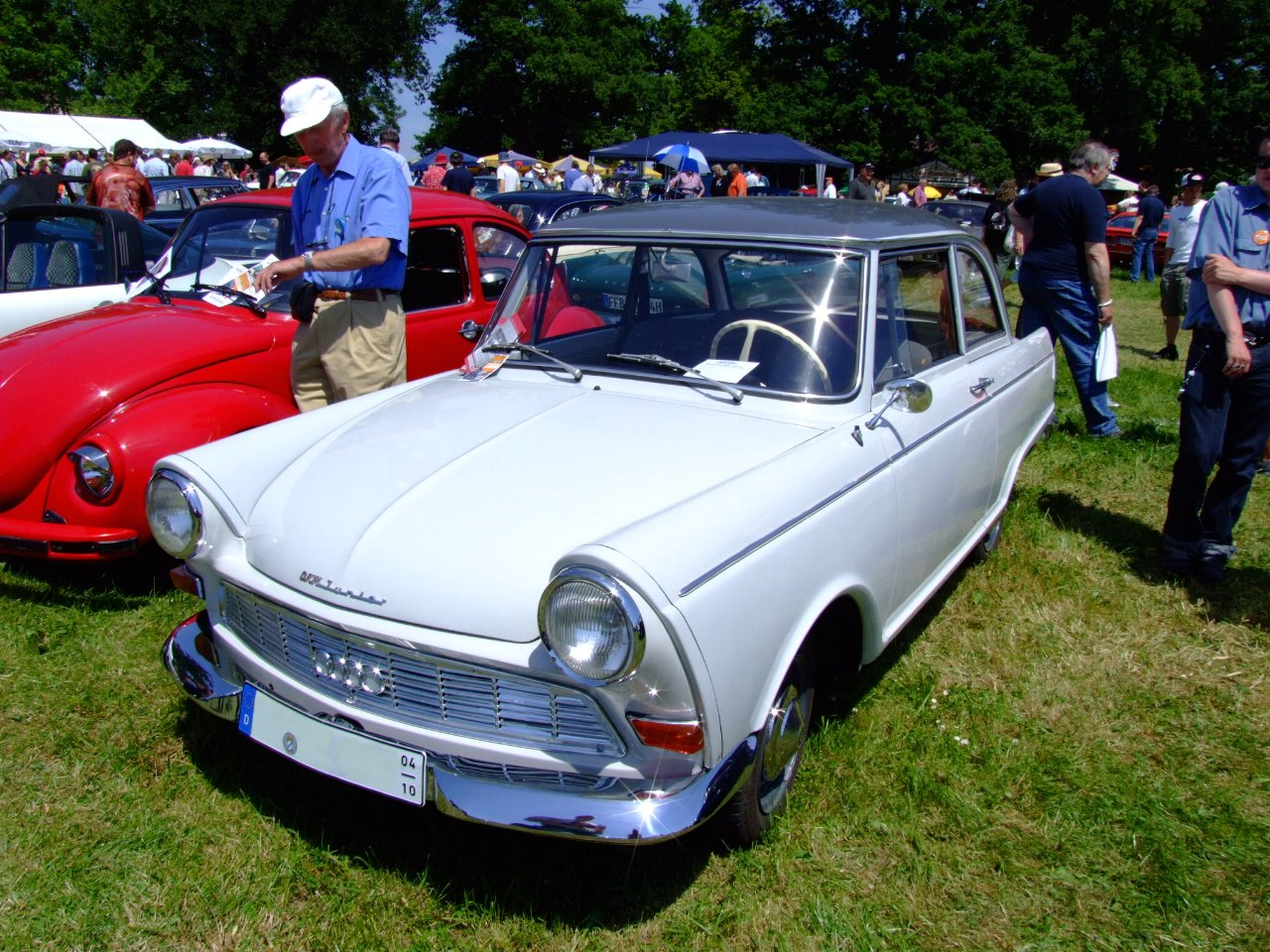
DKW Junior
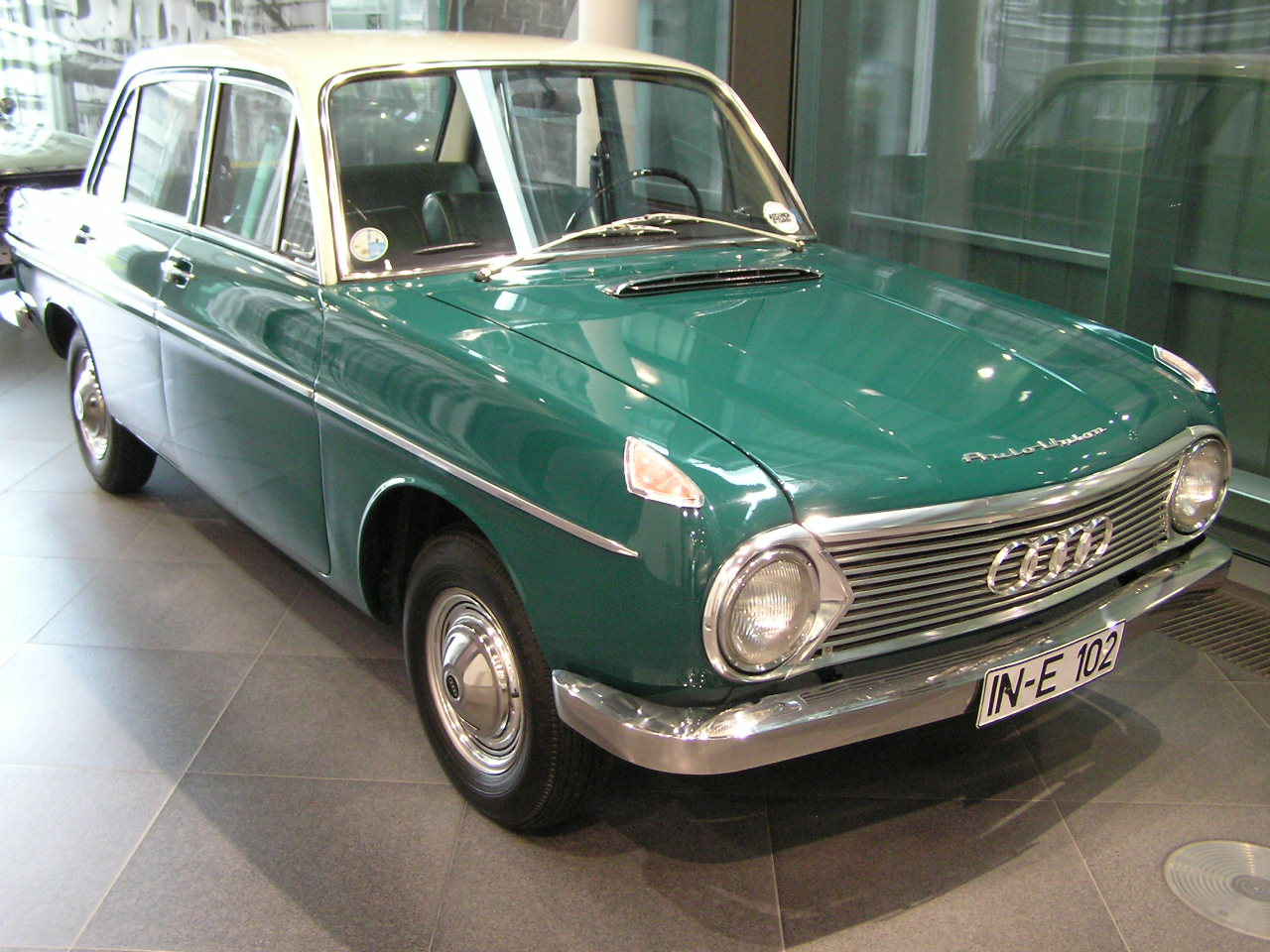
DKW F 102